# Джузеппе Теллера
Джузеппе Теллера (італ. Giuseppe Tellera; 14 березня 1882, Болонья, Королівство Італія — 7 лютого 1941, Адждабія, Королівство Італія) — італійський військовий діяч, корпусний генерал Королівської італійської армії, учасник Першої та Другої світових воєн. Відіграв важливу роль у початковому успіху італійців у Єгипетській операції. Під час контратаки британців змінив Маріо Берті на посаді командира 10-ї армії, намагався протистояти ворогу в Лівії, проте невдовзі загинув у бою.

## Біографія
Джузеппе Теллера народився 14 березня 1882 року в місті Болонья. Він почав навчатися у місцевій школі, по завершенню якої вирішив стати військовослужбовцем. Тому 1900 року Джузеппе вступив до Військової академії Модени, яку полишив за два роки та розпочав армійську службу у званні молодшого лейтенанта. 1905 року Теллера отримав підвищення до лейтенанта, а за чотири роки відновив навчання у військовій школі. Незадовго до початку Першої світової війни був підвищений до капітана.
На наступний день після вступу Італії у війну Теллера відправився на фронт. Спершу служив у горах на території муніципалітету Монфальконе, де протистояв наступу австрійських військ. Тут він пробув десять місяців, брав участь у перших трьох битвах за Ізонцо, за проявлену мужність у яких отримав срібну медаль «За військову доблесть». 
Влітку 1916 року Теллера, отримавши звання майора, був призначений начальником штабу дивізії «Танаро», що розташовувалася в Албанії. Він був відповідальним за організацію наступу на бухту Порто-Палермо, що на південному албанському узбережжі, унаслідок чого італійці заволоділи портом, який перетворили у важливий логістичний центр для флоту. Невдовзі Джузеппе став начальником штабу командування італійських військ у Південній Албанії, працював на цій посаді наступні вісімнадцять місяців. Оскільки лінія фронту на той час уже стабілізувалася, Теллера вирішив приділити увагу розвитку цивільної інфраструктури (такої як дорога Санті-Кваранта – Корка, акведук Гірокастра тощо) та покращенню медичного забезпечення військ.
У березні 1918 року Теллера залишив Албанію, перебуваючи на посаді заступника начальника штабу 6-о армійського корпусу 4-ї армії, та разом зі своєю частиною відправився на оборону Монте-Граппи. За проявлену в цих боях мужність нагороджений бронзовою медаллю «За військову доблесть».
Після битви на П'яве Теллера став начальником штабу 22-ї дивізії, спочатку перебуваючи у званні підполковника, а потім полковника. 
Після завершення Першої світової війни Теллера продовжив військову службу. Спершу він служив на території Постумії, пізніше переведений до рідної Болоньї, а ще пізніше – до Бергамо. У середині 1920-х років він прийняв командування Центральною військовою школою Чівітавекк'я та отримав підвищення до бригадного генерала. У листопаді 1935 року Джузеппе став дивізійним генералом та очолив 14-у піхотну дивізію «Ізонцо», яка була розташована в Горіції, периферійному, але престижному місці на кордоні з Югославією. 
У вересні 1937 року його відправили до Лівії командувати 60-ю піхотною дивізією «Сабрата».
У липні 1938 року Італо Бальбо призначив Теллеру начальником штабу італійських окупаційних військ на території Лівії. У перші місяці 1940 року, коли вступ Італії у Другу світову війну на боці Німеччини вже не викликав сумнівів, Теллера працював з Бальбо над розвитком військ, усуненням усіх недоліків щодо їх моральної неготовності до ведення бойових дій, покращенням їх технічного та провізійного забезпечення, а також над створенням плану захоплення Єгипту.
Теллера не боявся відкрито конфліктувати з вищими військовими чинами та вказував на погане забезпечення армії, а також на байдуже ставлення Генерального штабу до цієї проблеми. Через це його неодноразово намагалися відправити у відставку як депутати та очільники Національної фашистської партії, так і сам П'єтро Бадольйо. Однак Італо Бальбо не дозволив останнім зруйнувати кар'єру одного зі своїх найкращих генералів та залишив його на згадуваній посаді. 
28 червня 1940 року, коли літак Бальбо збили, Теллера летів до Тобрука разом із ним, щоправда, на другому літаку, якого також підбили, проте він зумів здійснити аварійну посадку. 
Після призначення новим генерал-губернатором Лівії Граціані, Родольфо залишив Теллеру на посаді начальника штабу місцевих окупаційних військ. На ній він доклав великих зусиль до успіху Єгипетської операції, проте погане забезпечення військ, на якому Джузеппе неодноразово загострював увагу, далося взнаки і наступ було зупинено британцями.
23 грудня 1940 року Теллера обійняв посаду командира 10-ї армії замість Маріо Берті, якого Граціані відправив у відставку. Оскільки британці контратакували вже протягом тривалого часу, головним завдання Джузеппе було забезпечити оборону Киренаїки. Однак Теллера, розуміючи, що вже втратив свій політичний захист, відтепер підкорявся всім наказам маршала, навіть найбільш суперечливим, що вирішило подальшу долю кампанії.
Після падіння Тобрука 22 січня 1941 року, коли ситуація вже стала критичною, Родольфо Граціані покинув Киренаїку, залишивши Теллеру керувати відступом головної маси військ у напрямку Адждабії. Теллера з військами вирушив з Бенгазі до Адждабії 5 лютого о 17:30, проте він не знав, що англійські бронетанкові війська вже перекрили Віа Бальбо, перерізавши всі шляхи відступу. Через це італійці стали легкою здобиччю. Двічі Теллера збирав танкові групу та особисто ними керував з метою здійснення прориву блокади. Під час другого з цих штурмів, який відбувся 6 лютого, танк, на якому перебував сам генерал, був підбитий, унаслідок чого Джузеппе отримав важке поранення легень. Він помер через кілька годин у лікарні, поблизу Адждабії. Його смерть ознаменувала повний розгром 10-ї армії та її подальшу капітуляцію. 
Корпусного генерала Джузеппе Теллеру поховали в Бенгазі з усіма військовими почестями. 